# Echo & the Bunnymen
Az Echo & the Bunnymen egy angol new wave együttes Liverpoolból. Az együttest 1978-ban alapították. Legnagyobb sikert hozó albumaik az 1980-ban megjelent Crocodiles, az 1983-ban megjelent Porcupine és az 1984-es Ocean Rain, amelyek szerepelnek az 1001 lemez, amit hallanod kell, mielőtt meghalsz című könyvben.

## Diszkográfia
- Crocodiles (1980)
- Heaven Up Here (1981)
- Porcupine (1983)
- Ocean Rain (1984)
- Echo & the Bunnymen (1987)
- Reverberation (1990)
- Evergreen (1997)
- What Are You Going to Do with Your Life? (1999)
- Flowers (2001)
- Siberia (2005)
- The Fountain (2009)
- Meteorites (2014)

## Fordítás
- Ez a szócikk részben vagy egészben  az   Echo & the Bunnymen című angol Wikipédia-szócikk fordításán alapul.  Az eredeti cikk szerkesztőit annak laptörténete sorolja fel. Ez a jelzés csupán a megfogalmazás eredetét és a szerzői jogokat jelzi, nem szolgál a cikkben szereplő információk forrásmegjelöléseként.